# Corvus (geslacht)
Corvus is een geslacht van zangvogels uit de familie van de kraaien (Corvidae). De wetenschappelijke naam van het geslacht werd in 1758 gepubliceerd door Carl Linnaeus. Het formaat van de soorten in dit geslacht varieert tussen dat van de kauw en dat van de raaf.

## Intelligentie
Kraaien behoren tot de intelligentste vogels; sommige soorten vormen grote kolonies met een complexe sociale structuur; sommige soorten gebruiken gereedschap, een tamme wipsnavelkraai (Corvus moneduloides) kon bijvoorbeeld van een recht stukje ijzerdraad zelf een krom haakje buigen om bij een voedselbeloning te komen. Uit recente studie is gebleken dat de wipsnavelkraai kan leren om voedsel dat drijft in een met water gevulde rechtopstaande buis te pakken te krijgen. Door namelijk stenen in de buis te gooien stijgt het waterniveau waardoor zij het voedsel makkelijker kunnen bereiken. Zij begrijpen daarbij dat grote stenen een beter resultaat geven dan kleine stenen en dat ander materiaal zoals piepschuim niet geschikt is. Bij raven is waargenomen dat ze soortgenoten weleens actief misleiden bij het verstoppen van eten en dat ze weten wanneer een soortgenoot vanuit zijn positie iets niet kan zien. Kraaien kunnen enigszins tellen. Als bijvoorbeeld drie mensen een vogelobservatiehut in gaan en er later twee mensen uit komen, weten ze dat de hut niet leeg is.

## Kraaien in de Lage Landen
In Nederland en Vlaanderen komen de raaf, de zwarte kraai en de roek als broedvogel voor. De bonte kraai wordt regelmatig als wintergast waargenomen. De bonte kraai en de zwarte kraai worden ook wel als ondersoorten van één soort beschouwd. In gebieden waar beide vormen voorkomen worden geregeld hybriden en overgangsvormen gezien. De kauw komt ook in de Lage Landen voor en wordt meestal nog tot dit geslacht gerekend, maar behoort volgens de IOC World Bird List tot een ander geslacht: Coloeus.

## Kraaien elders
Op alle andere continenten (behalve Zuid-Amerika, Nieuw-Zeeland en Antarctica) komen andere leden van het geslacht Corvus voor; in totaal zijn er ongeveer 50 soorten. Kraaien zijn waarschijnlijk geëvolueerd in Centraal-Azië en van daaruit uitgewaaierd naar Noord-Amerika (en Mexico), Afrika, Europa en Australië.
Kraaien, vooral raven, spelen vaak een rol in legenden of in de mythologie als voortekenen of brengers van ongeluk, mogelijk door hun donkere verenkleed, hun krassende geluid en hun gewoonte om ook aas te eten waardoor ze vroeger veel op slagvelden werden gezien. Zie zwarte kraai en raaf voor meer details.

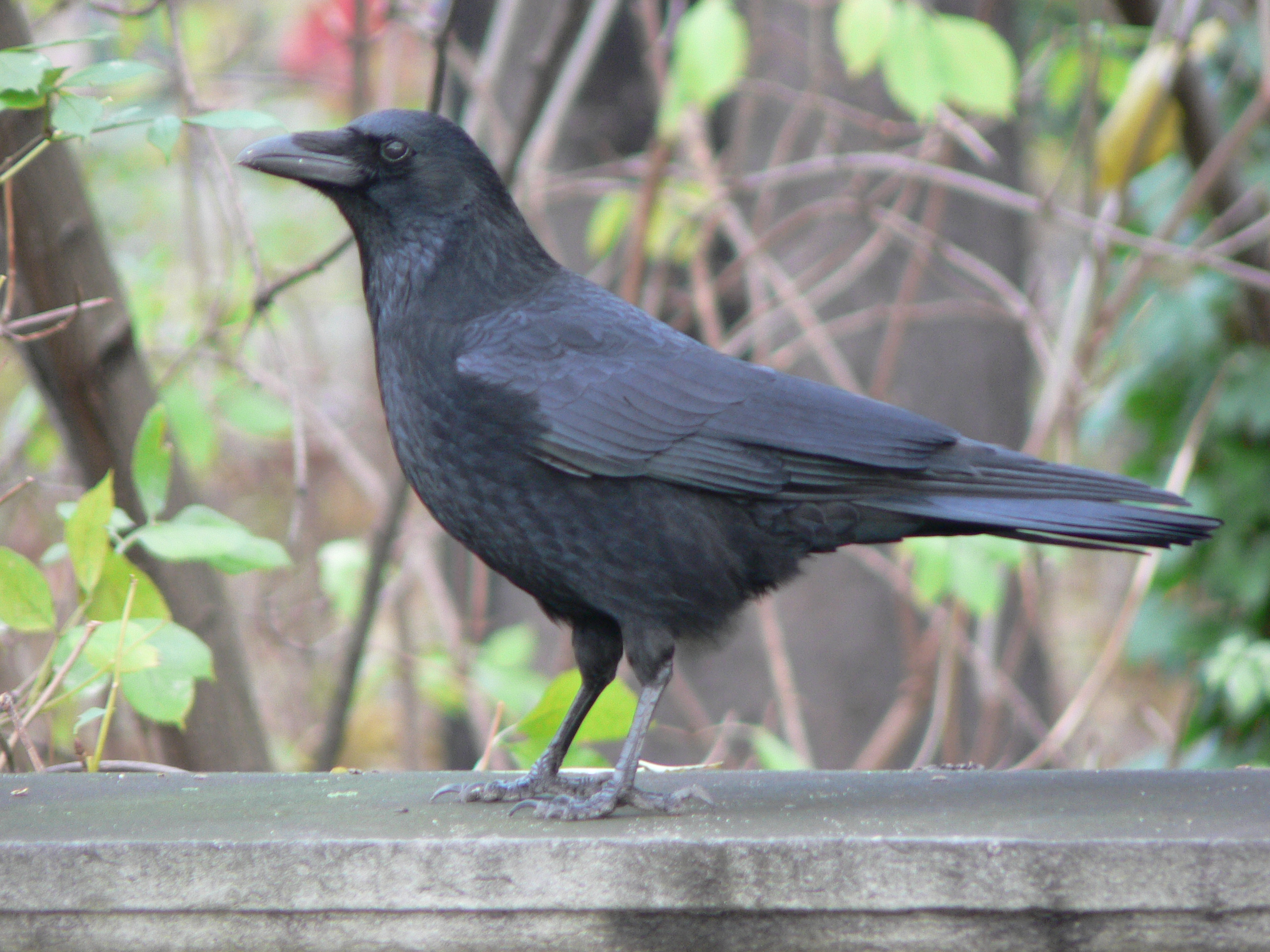
Zwarte kraai in Brussel
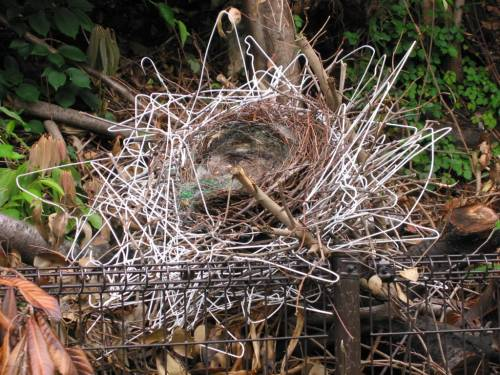
Kraaiennest gemaakt van kleerhangers

## Soorten
De volgende soorten worden in het geslacht geplaatst, verdeeld naar biogeografische regio.
| Holarctisch gebied - Corvus corax – Raaf Kraaien uit Eurazië - Corvus cornix – Bonte kraai - Corvus corone – Zwarte kraai - Corvus frugilegus – Roek - Corvus macrorhynchos – Dikbekkraai - Corvus torquatus – Halsbandkraai Noord-Afrika en Eurazië - Corvus rhipidurus – Waaierstaartraaf Kraaien uit Afrika - Corvus albicollis – Witnekraaf - Corvus albus – Schildraaf - Corvus capensis – Kaapse roek - Corvus crassirostris – Dikbekraaf - Corvus edithae – Ethiopische raaf - Corvus ruficollis – Bruinnekraaf Kraaien uit het Orientaals gebied - Corvus culminatus – Indiase junglekraai - Corvus enca – Soendakraai - Corvus pusillus – Palawankraai - Corvus samarensis – Kleine Filipijnse kraai - Corvus levaillantii – Oostelijke junglekraai - Corvus philippinus – Filipijnse dikbekkraai - Corvus sierramadrensis – Sierra-Madrekraai - Corvus splendens – Huiskraai Kraaien uit het Pacifisch gebied - Corvus hawaiiensis – Hawaiikraai - Corvus kubaryi – Marianenkraai | Kraaien uit Wallacea, Nieuw-Guinea en Australië - Corvus bennetti – Bennetts kraai - Corvus celebensis – Zwarte sulawesikraai - Corvus coronoides – Australische raaf - Corvus florensis – Floreskraai - Corvus fuscicapillus – Bruinkopkraai - Corvus insularis – Bismarckkraai - Corvus meeki – Bougainvillekraai - Corvus mellori – Kleine raaf - Corvus moneduloides – Wipsnavelkraai - Corvus orru – Australische kraai - Corvus tasmanicus – Tasmaanse raaf - Corvus tristis – Maskerkraai - Corvus typicus – Bonte sulawesikraai - Corvus unicolor – Banggaikraai - Corvus validus – Molukse kraai - Corvus violaceus – Violette kraai - Corvus woodfordi – Witsnavelkraai Kraaien uit de Nieuwe Wereld - Corvus brachyrhynchos – Amerikaanse kraai - Corvus brachyrhynchos caurinus – Bairds kraai (ondersoort) - Corvus cryptoleucus – Woestijnraaf - Corvus imparatus – Mexicaanse kraai - Corvus jamaicensis – Jamaicaanse kraai - Corvus leucognaphalus – Witnekkraai - Corvus minutus – Cubaanse palmkraai - Corvus nasicus – Cubaanse kraai - Corvus ossifragus – Viskraai - Corvus palmarum – Hispaniolapalmkraai - Corvus sinaloae – Sinaloakraai |